# Zeami Motokiyo

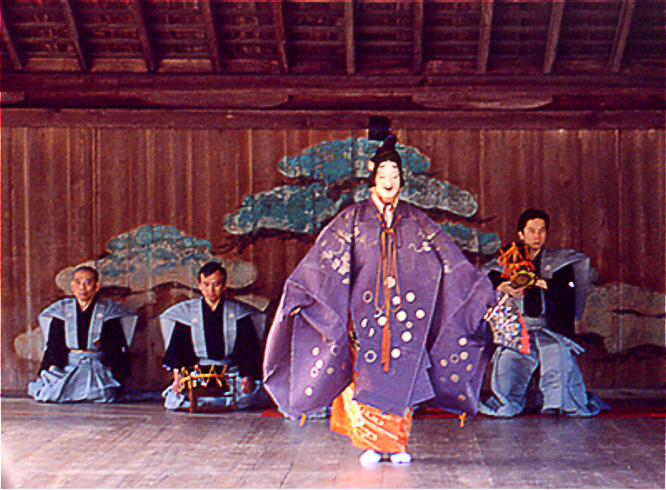
Scenă dintr-o reprezentaţie de teatru Nō.

Zeami Motokiyo (jap. 世阿弥 元清, n. 1363, d. 1443) a fost o persoană importantă în teatrul tradițional japonez Nō. El a activat în cadrul teatrului ca actor, teoretician și scriitor de drame. Împreună cu tatăl său, Kan'ami, a scris numeroase piese de teatru într-o formă nouă. Mai târziu i se va interzice lui Zeami Motokiyo să urce pe scenă. Opera sa Fūshi kaden (風姿花伝), numită și Kadensho (花伝書) a fost considerată secole la rând drept învățătura de bază a teatrului Nō.